# 최동망
최동망(崔東望, 1557년 ~ ?)은 조선 중기의 문신이다. 본관은 통천(通川). 자는 노첨(魯瞻)이고, 호는 재간(在澗), 당호는 범파당(汎波堂)이다.

## 생애
1557년(명종 17년)에 서울에서 선조 대에 문장으로 이름을 떨쳤던 간이당 최립의 장자로 출생하였다. 사가는 군포시 통진면이다. 부친 간이당 최립과 같이 문장이 높았으며, 1588년(선조 21년) 생원시에 합격하였으며, 다음해인 1589년(선조 22년)에 문과 을과 5등으로 조정에 출사하였다.
벼슬은 수의교위를 거쳐서 1592년(선조25년) 임진왜란 당시에 수성찰방으로 길주목사 정희적과 함길도에서 정문부가 이끄는 장평전투에 합류하여 승리에 일조하였다. 1594년(선조 27년)에 명나라 군대의 접반관이 되었고, 1595년(선조 28년)에는 호조정랑으로 군량미를 운송하기 위해 법성포와 아산에 파견되었다.
1597년(선조 30년)에 임천군수에 제수되었으나, 일주일 만에 형조정랑이 되어 명나라 수군의 종사관을 맡았다. 1598년(선조 31년)에는 경기도사로 수령들의 근무감독과 명국군의 접대 및 편의를 맡았으나, 명국군의 접대에 염증을 느끼고 직을 소홀히 하였다 하여 파직되었다.
정유재란이 끝난 이듬해인 1599년(선조 32년)에는 해주판관으로 자리를 옮겼다. 1600년(선조 33년)에 다시 호조정랑에 제수되고, 1601년(선조 34년)에는 희천군수에 임명되나, 1604년에 다시 파직되었다. 1606년(선조 39년)에 합천군수에 제수되었다. 용강현령으로 재임하던 1609년(광해군 1년)에도 또다시 파직되었다. 이후 1612년(광해군 4년)에 아버지 최립이 졸하여 시묘살이를 하였다.
이후에는 실록에 기록이 나타나지 않는데, 임진왜란 말기부터 체직 시 항상 험담을 들었고, 재임하자마자 파직되는 등 능력을 펼칠 기회를 얻지 못하고 외직을 전전하기를 반복하였다.
실용주의를 표방했던 광해군이 왕위에 오른 이후에도 이전과 같은 일이 반복되자 이후 조정에 염증을 느끼고 출사를 하지 않고, 아버지 최립이 졸하면서 시묘실이를 한 이후에 통진에 칩거한 것으로 보인다. 슬하에 자식이 없어 사망 이후 조카 수린이 계자로 입적하였다.
《범파당집》 수 책을 남겼지만, 후손에게는 전하고 있지 않다. 아버지인 간이당 최립의 문집인 《간이집》처럼 도서관 등에 보존되어 있을지 모르겠다.

### 당파싸움 중심에서
아버지 간이당 최립은 동인들의 주도하던 당시 조선 조정에서 죽기 전 서인의 영수라 할 수 있었던 율곡 이이의 문인이었다. 그런 이유에서인지 항상 한미한 가문이라 험담을 자주 듣고, 문장에 대해서도 험담이 많았다. 또한 문장이 명까지 널리 알려진 인물이지만, 관직생활 동안 학문에 관련된 관청의 직임에는 임명된 적이 없다. 빈번한 파직 상소로 인해 자주 외직으로 나가곤 했는데, 바로 외교문서를 맡을 만한 인물이 없다 하여 다시 중앙 조정으로 체임되기를 반복하였다.
최동망 역시 아버지 최립과 마찬가지로 임진왜란 중에 거듭 명나라 군대를 대하는 직임을 수행하였으나, 당시 당파싸움이 치열하였던 조선 조정에서, 아버지인 최립과 미찬가지로 항상 가문이 한미하다는 등의 험담을 많이 듣고, 직임에 임명되면 얼마 지나지 않아 상소가 올라와 파직되곤 하였다. 항상 파직을 청하는 상소에서 이유는 인믈이 교만스럽다는 등의 험담이었다. 가장 극명하게 보여주는 기록은 1598년 경기도사로 있다 파직될 때의 일이다. 실록에 사관은 “당시 경기 도사는 청망(淸望)으로 선발되었는데, 병난 이후로는 고달픈 자리라 하여 모두가 꺼려 하였는데, 최동망은 한미한 천족(賤族)에 칭찬할 만한 재덕(才德)도 없어, 대간이 탄핵한 것은 당연하다.”라는 주석을 달아놓았다.
그러나 능력이 있어서인지 파직과 얼마 지나지 않아서 다시 체직되곤 하였다.

## 가계
- 6대조 :최로(단종충신단 배향)
- 증조 : 최세영
- 조 : 최자양
- 부 : 최립
- 모 : 예안이씨
- 본인 : 최동망
- 자 : 최수린(계자)